# Regiunea Kigoma
Kigoma este o regiune în partea de vest a Tanzaniei a cărei reședință este Kigoma. Are o populație de 1.971.000 locuitori și o suprafață de 37.000 km2.

## Subdiviziuni
Această regiune este divizată în 4 districte:
- Kasulu
- Kibondo
- Kigoma Rural
- Kigoma Urban